# Väike-Rõsna
Väike-Rõsna är en ort i Estland. Den ligger i Värska kommun och landskapet Põlvamaa, i den sydöstra delen av landet, 230 km sydost om huvudstaden Tallinn. Väike-Rõsna ligger 40 meter över havet och antalet invånare är 107. Den ligger vid sjön Peipus.
Terrängen runt Väike-Rõsna är platt. Runt Väike-Rõsna är det glesbefolkat, med 8 invånare per kvadratkilometer. Närmaste större samhälle är Räpina, 16,2 km nordväst om Väike-Rõsna. I omgivningarna runt Väike-Rõsna växer i huvudsak blandskog.